# Murnauer Moos und Pfrühlmoos
Murnauer Moos und Pfrühlmoos este o arie protejată (arie de protecție specială avifaunistică — SPA) din Germania întinsă pe o suprafață de 7.386,18 ha, integral pe uscat.

## Localizare
Centrul sitului Murnauer Moos und Pfrühlmoos este situat la coordonatele 47°38′44″N 11°10′51″E / 47.6456°N 11.1808°E.

## Înființare
Situl Murnauer Moos und Pfrühlmoos a fost declarat arie de protecție specială avifaunistică în septembrie 2006 pentru a proteja 26 de specii de animale.

## Biodiversitate
Situată în ecoregiunea continentală, aria protejată nu include niciun habitat protejat.
La baza desemnării sitului se află mai multe specii protejate de  păsări (26): minunița (Aegolius funereus), fâsă de luncă (Anthus pratensis), buhai de baltă (Botaurus stellaris stellaris), buha (Bubo bubo), mugurar roșu (Carpodacus erythrinus), barză neagră (Ciconia nigra), cristeiul de câmp (Crex crex), ciocănitoare cu spate alb (Dendrocopos leucotos), șoim de iarnă (Falco columbarius), Falco peregrinus peregrinus, șoimul rândunelelor (Falco subbuteo), muscar (Ficedula parva), becațină comună (Gallinago gallinago), ciuvică (Glaucidium passerinum), Grus grus grus, sfrâncioc roșiatic (Lanius collurio), sfrâncioc mare (Lanius excubitor excubitor), gușă albastră (Luscinia svecica), Mergus merganser merganser, gaia neagră (Milvus migrans), Numenius arquata arquata, viespar (Pernis apivorus), ciocănitoare verzuie (Picus canus), cresteț pestriț (Porzana porzana), mărăcinar (Saxicola rubetra), mărăcinar negru (Saxicola torquatus).